# Heinkel HD 44
L'Heinkel HD 44 fu un biplano sperimentale della Heinkel costruito come esemplare unico per testare varie versioni di motori aerei. L'aereo venne realizzato nel 1929 e aveva molto in comune con l'Heinkel HD 40.

## Storia
L'Heinkel HD 44 venne sviluppato dal velivolo per posta aerea Heinkel HD 40. Fu progettato per fornire un "banco di prova" per diversi motori al reparto motori del DVL. A tal fine venne fatto in modo che i motori fossero intercambiabili di modo da  permettere al DVL  di testare motori da 300 CV a 1.200. Inoltre si fece in modo da testare i superchargers che potevano essere osservati dagli esaminatori durante il volo. Nella versione da trasporto (che nel caso di voli di prova con motori BMW VI U era di 1.070 kg) il peso poteva aumentare di 500 kg. Questo pesante biplano era composta da un misto di diversi materiali essendo fusoliera, impennaggi di tubi di acciaio e le ali di legno. La fusoliera era costituita da quattro longheroni con molle in acciaio saldati e tubi incrociati di irrigidimento. Il cofano motore e parte della fusoliera immediatamente posteriore al sedile del pilota erano coperte di metallo leggero, mentre il resto della fusoliera posteriore era rivestita in tela. Il motore era amovibile e sorretto da tubi in acciaio fissati con quattro bulloni. Subito dietro il motore vi era uno spazio di 2,7 m in lunghezza per di circa 1,8 m di altezza. Questo spazio era utilizzato per le prove o come cabina merci ed era accessibile attraverso un portello direttamente posizionato sopra l'ala inferiore. Lo spazio era ben illuminato da diverse finestre di vetro Triplex con una copertura di Cellon. Era coperto sui lati e sulla parte superiore da lastre di alluminio e il pavimento era dotato di compensato ignifugo. Tutto il rivestimento era fissato dall'esterno con la struttura tubolare di acciaio lasciata esposta per consentire di fissare gli strumenti necessari per le prove. Due sedili pieghevoli erano costruiti sulla parete posteriore. Posizionata dietro di essa vi era la cabina di pilotaggio con doppio comando. Di seguito v'era un piccolo vano bagagli. La strumentazione di bordo era dotato di un'apertura attraverso la quale il pilota poteva vedere e comunicare con la cabina di prova.